# Ruta Nacional 30 (Colombia)
La Ruta Nacional 30 es una ruta colombiana de tipo transversal que inicia en la ciudad de Neiva , departamento del Huila y finaliza en el sitio de Mina Blanca (municipio de San Vicente del Caguán), departamento del Caquetá donde cruza con el tramo 6504 de la Ruta Nacional 65.  

## Antecedentes
La ruta fue establecida en la Resolución 3700 de 1995 teniendo como punto de inicio la ciudad de Neiva, departamento del Huila y como punto final algún sitio de cruce con la proyectada Ruta Nacional 85 en el departamento del Vaupés. Dicho trazado inicial pretendía elaborar una vía transversal entre El Centro del país y la Amazonía colombiana, atravesando los departamentos de Huila, Caquetá y Vaupés permitiendo conectar las ciudades amazónicas de Mitú y Leticia con el resto del país. Sin embargo, la Resolución 339 de 1999 redefinió la ruta donde el sector entre Mina Blanca - San Vicente del Cagúan fue eliminado y actualmente hace parte de la Ruta Nacional 64, El sector entre San Vicente del Caguán - Cruce Ruta 85 (Vaupés) nunca fue definido. 

## Descripción de la ruta
La ruta posee una longitud total de 164,50 km. aproximadamente dividida de la siguiente manera:

### Ruta actual[1]
| Código | Tipo  | Recorrido               | Clasificación SINC              | PR Inicial | PR Final | Longitud km. |
| ------ | ----- | ----------------------- | ------------------------------- | ---------- | -------- | ------------ |
| 3001   | Tramo | Neiva - Balsillas       | Transversal Neiva - San Vicente | 0+0000     | 54+0000  | 54,00        |
| 3002   | Tramo | Balsillas - Mina Blanca | Transversal Neiva - San Vicente | 0+0000     | 111+0000 | 110,50       |

- Total kilómetros a cargo de INVIAS: 164,50 km.
- Total Kilómetros en concesión por la ANI: 0 km.
- Total Kilómetros en concesión departamental: 0 km.
- Total tramos (incluido tramos alternos): 2
- Total pasos o variantes: 0
- Total ramales: 0
- Total subramales: 0
- Porcentaje de vía en Doble Calzada: 0%
- Porcentaje de Vía sin pavimentar: 81%
  -  3001  Neiva - Balsillas: 43,50 km. aprox.
  -  3002  Balsillas - Mina Blanca: 56,46 km. aprox.

### Ruta eliminada o anterior
| Código | Tipo  | Recorrido                             | Situación Actual                            |
| ------ | ----- | ------------------------------------- | ------------------------------------------- |
| 30HL01 | Ramal | Platanillal - San Antonio - Vegalarga | - 30HL01 Carretera Secundaria Departamental |

## Municipios
Las ciudades y municipios por los que recorre la ruta son los siguientes:
Convenciones:
- Fondo Azul : Recorrido actual.
- Fondo Gris : Recorrido anterior.
- Negrita: Cabecera municipal.
- Texto azul: Ríos.
- Texto verde: Parques nacionales.

| Tramo | Municipio              | Recorrido | Departamento |
| ----- | ---------------------- | --- | ------------ |
| 3001  | Neiva                  | Neiva; Río las Ceibas; Platanillal (Acceso 30HL01 a Vegalarga).                                                                             | Huila        |
| 3001  | Rivera                 | Área rural. | Caquetá      |
| 3001  | San Vicente del Caguán | Balsillas (Acceso 24HL07 a Algeciras). | Caquetá      |
| 3002  | San Vicente del Caguán | Balsillas; Guayabal; Chorreras; Los Andes; Base ONU; Las Morras; La Campana; Puerto Amor; Santa Helena, Río Pato Mina Blanca (Cruce 6504 ). | Caquetá      |
| 3003  | San Vicente del Caguán | Mina Blanca; Río Caguán; Batallón de Infantería de Montaña; Aeropuerto Eduardo Falla Solano; San Vicente del Caguán; Campo Hermoso.         | Caquetá      |
| 3003  | La Macarena            | Área rural no definida. | Meta         |
| 3003  | Calamar                | Área rural no definida; Calamar; Agua Bonita Media.                                                                                         | Guaviare     |
| 3003  | Miraflores             | Área rural no definida; Barranquillita; Miraflores.                                                                                         | Guaviare     |
| 3003  | Carurú                 | Área rural no definida; Carurú. | Vaupés       |
| 3003  | Mitú                   | Área rural no definida; Cruce Ruta 85 (hipotético).                                                                                         | Vaupés       |

## Concesiones y proyectos
Actualmente la ruta no posee concesiones ni proyectos a la vista.